# Judgment Night (bande originale)
Pour les articles homonymes, voir Judgment Night.
Judgment Night est la bande originale du film La Nuit du Jugement, sortie le 14 septembre 1993.
L'album, qui s'est classé 17e au Billboard 200, contient onze « duos » réunissant des groupes de rap et de rock parmi les meilleurs du moment.
Selon le magazine Hard Rock, 21 000 exemplaires de cet album avaient été vendus en France fin 1995.
Les producteurs Happy Walters et Glen Grunman renouvelèrent l'expérience en 1997 avec la bande originale du film Spawn, regroupant cette fois-ci des artistes de metal et des DJs techno.

## Liste des titres
| 1.    | Just Another Victim        | Helmet & House of Pain                  | 4:23 |
| 2.    | Fallin'                    | Teenage Fanclub & De La Soul            | 4:28 |
| 3.    | Me, Myself & My Microphone | Living Colour & Run–D.M.C.              | 3:10 |
| 4.    | Judgement Night            | Biohazard & Onyx                        | 4:35 |
| 5.    | Disorder                   | Slayer & Ice-T                          | 4:58 |
| 6.    | Another Body Murdered      | Faith No More & Boo-Yaa Tribe           | 4:24 |
| 7.    | I Love You Mary Jane       | Sonic Youth & Cypress Hill              | 3:52 |
| 8.    | Freak Momma                | Mudhoney & Sir Mix-a-Lot                | 4:00 |
| 9.    | Missing Link               | Dinosaur Jr & Del tha Funkee Homosapien | 3:59 |
| 10.   | Come And Die               | Therapy? & Fatal                        | 4:27 |
| 11.   | Real Thing                 | Pearl Jam & Cypress Hill                | 3:33 |
| 45:11 |                            |                                         |      |

La chanson Disorder est un medley de trois morceaux (War, UK '82 et Disorder) du groupe punk The Exploited. Leur chanteur Wattie Buchan a enregistré des chœurs sur cette reprise.